# Tephrosia robinsoniana
Tephrosia robinsoniana là một loài thực vật có hoa trong họ Đậu. Loài này được Brummitt miêu tả khoa học đầu tiên.